# 南京三民駅
南京三民駅（なんきんさんみんえき）は、中華民国（台湾）台北市松山区にある台北捷運松山線の捷運駅。駅番号はG18。住所は台北市松山区南京東路五段237号。駅名は南京東路と三民路の丁字路からとられた。

## 歴史
- 2014年11月15日 - 西門～松山間開通に伴い開業[1]。

## 駅構造
- 地下2階に島式ホーム1面2線を有する地下駅[2]。出入口は4箇所[2]。開業時からフルスクリーンタイプのホームドアが設置されている[3]。

### 駅階層
| 地面      | 出入口                                 | 出入口                                                                       |
| 地下 一階 | コンコース                             | コンコース、案内所、自動券売機、自動改札機、エスカレーター、トイレ（駅両側） |
| 地下 二階 | 1番線                                  | ←■松山新店線 松山方面（松山駅）                                              |
| 地下 二階 | 島式ホーム、車両左側のドアが開閉する。 |                                                                              |
| 地下 二階 | 2番線                                  | →■松山新店線 台電大楼駅・新店方面（台北小巨蛋駅）→                           |

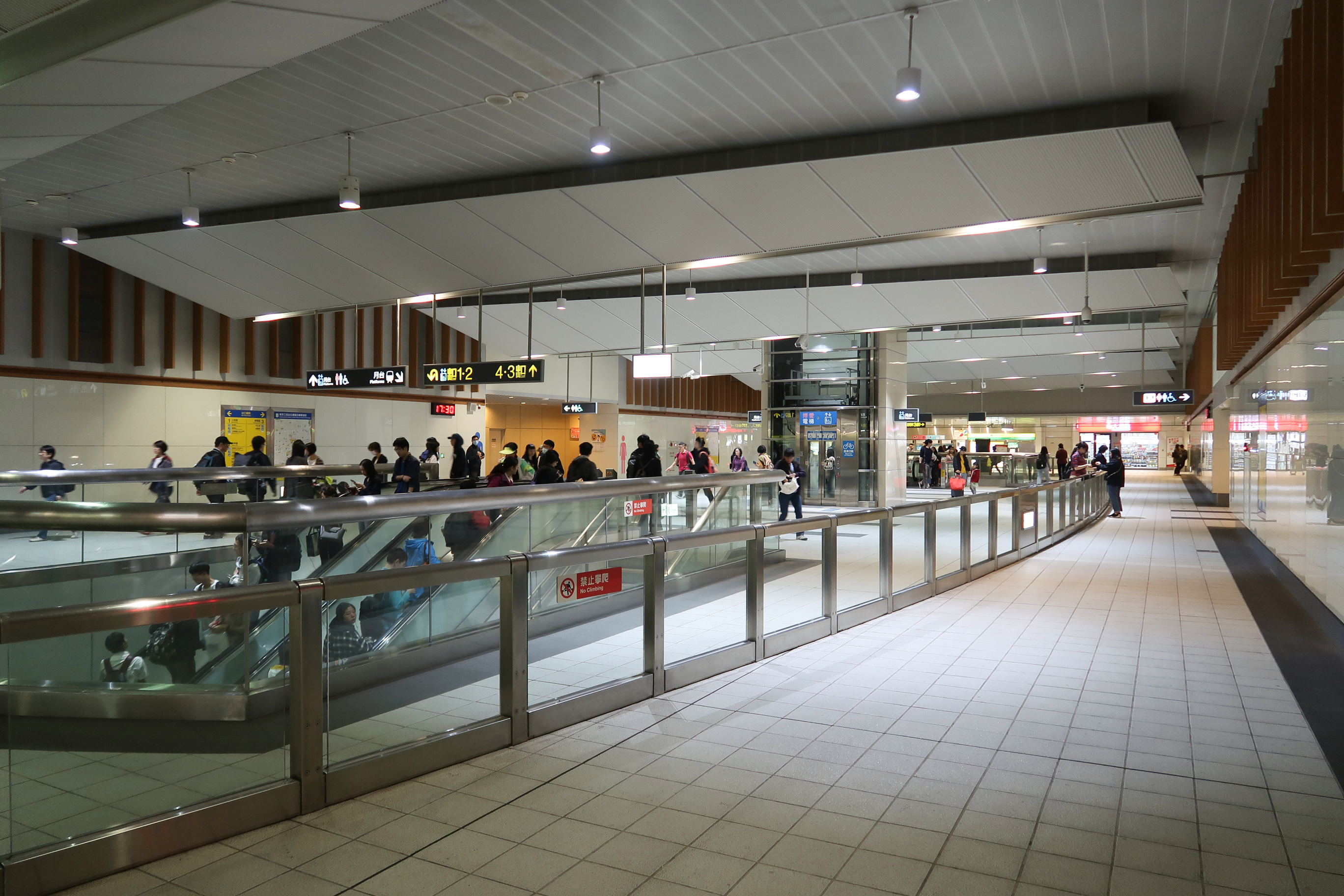
コンコース
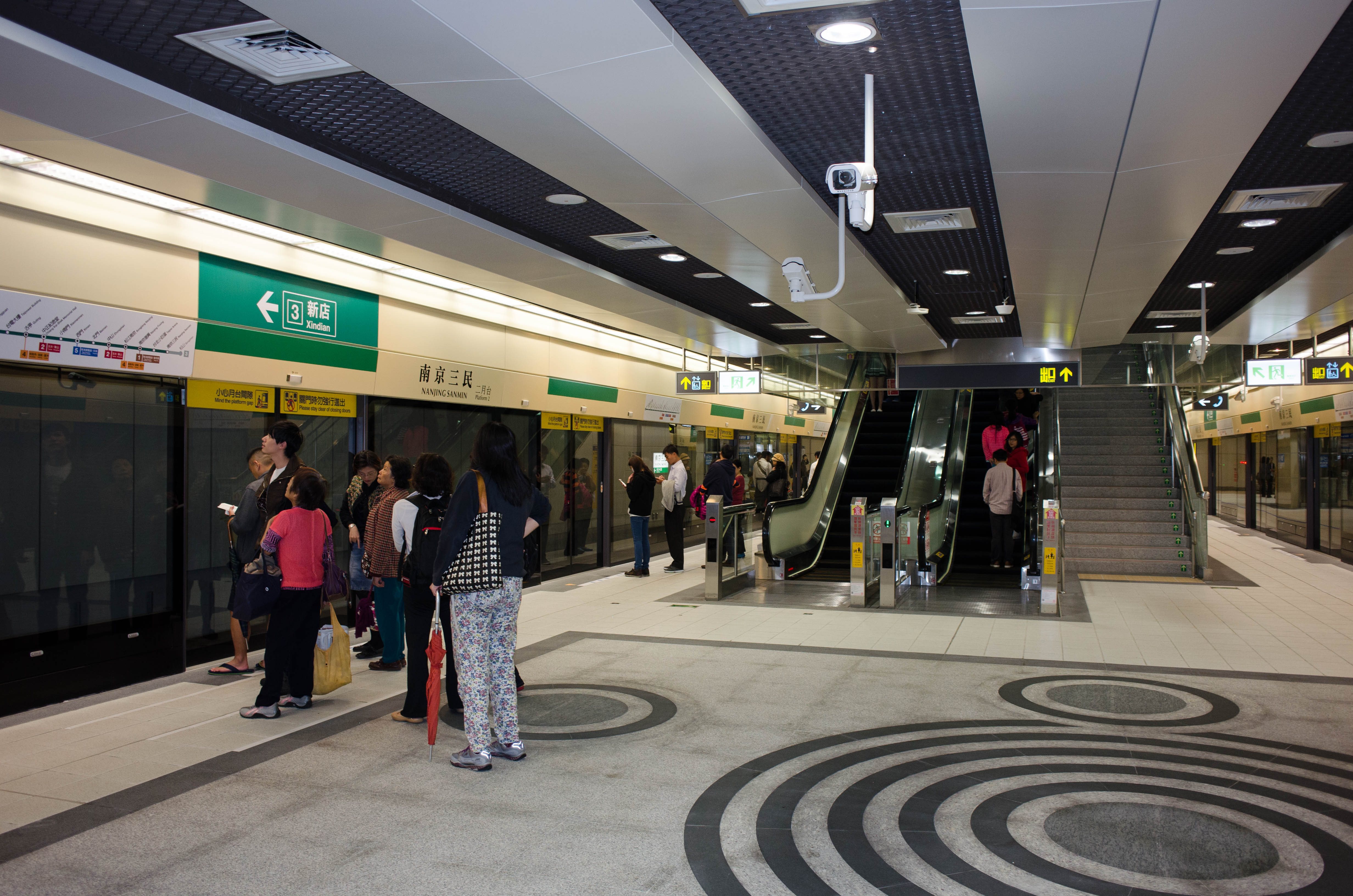
ホーム

### 駅出口
出口1・2は駅の西端に、出口3・4は駅の東端位置し、バリアフリーのエレベーターが出口1と2にある。
- 1号出口：三民路
- 2号出口：吉祥路
- 3号出口：東興路
- 4号出口：麦帥一橋（中国語版）（第一マッカーサー橋）

## 利用状況
| 年   | 年間      | 年間      | 年間       | 年間  | 1日平均 | 1日平均 |
| 年   | 乗車      | 下車      | 乗下車計   | 出典  | 乗車    | 乗下車  |
| ---- | --------- | --------- | ---------- | ----- | ------- | ------- |
| 2014 | 902,693   | 932,252   | 1,834,945  | [ 4 ] | 19,206  | 39,041  |
| 2015 | 6,263,555 | 6,568,518 | 12,832,073 | [ 4 ] | 17,160  | 35,156  |
| 2016 | 7,081,581 | 7,446,539 | 14,528,120 | [ 4 ] | 19,349  | 39,694  |
| 2017 | 7,550,268 | 7,960,026 | 15,510,294 | [ 4 ] | 20,686  | 42,494  |
| 2018 | 7,944,307 | 8,340,472 | 16,284,779 | [ 4 ] | 21,765  | 44,616  |
| 2019 | 8,203,502 | 8,573,283 | 16,776,785 | [ 4 ] | 22,475  | 45,964  |
| 2020 | 7,222,213 | 7,489,231 | 14,711,444 | [ 4 ] | 19,733  | 40,195  |
| 2021 | 5,582,411 | 5,773,122 | 11,355,533 | [ 4 ] | 15,294  | 31,111  |

## 駅周辺
- 台北市立中崙高級中学
- 台北市松山区西松国民小学（中国語版）
- 台北市立西松高級中学
- 交通部公路総局台北市区監理所
- 民生社区
- YouBike（台北市公共自転車（中国語版））
  - 捷運南京三民駅(1号出口)
  - 捷運南京三民駅(3号出口)
  - 南京東興路口

## 隣の駅
台北捷運
■松山線（松山新店線）
松山駅 G19 - 南京三民駅 G18 - 台北小巨蛋駅 G17